# Židovská zahrada
Židovská zahrada (hebrejsky: גן יהודי – Gan jehudi[zdroj⁠?!]) je název pro druhý nejstarší židovský hřbitov v Praze. Hřbitov se nacházel na Novém Městě pražském mezi dnešními ulicemi Spálená, Purkyňova, Jungmannova a Lazarská. 

## Historie
Na tomto hřbitově se pohřbívalo nejpozději od roku 1254 až do roku 1478, kdy byl tento prostor v podélné ose přeťat Vladislavovou ulicí a přeměněn ve stavební parcely, takže dnes je celá zahrada zastavěna či vydlážděna. Rekonstrukci areálu před lokací Nového Města pražského provedl Státní ústav pro rekonstrukci památkových měst a objektů roku 1980.
Mezi léty 1900–1920 byly nalezeny první židovské náhrobky při stavebních pracích pro činžovní domy ve Vladislavově ulici, pět fragmentů kamenných náhrobních kamenů bylo vyzvednuto a uloženo v Lapidáriu Národního muzea v Praze.
V letech 1978–1980 byly před výstavbou metra likvidovány domy v severní části Vladislavovy ulice (čp. 73/II), v ulicích Charvátově (čp. 1404/II) a Purkyňově (čp.56/II). Záchranný archeologický výzkum archeologického oddělení Pražského střediska státní památkové péče a ochrany přírody, vedený Helenou Olmerovou tehdy zdokumentoval další hroby.
Roku 1997 byl v důsledku záměru České pojišťovny vybudovat v této lokalitě podzemní garáže proveden záchranný archeologický výzkum, který se dotkl parcel domů čp. 76/II a 1350/II ve Vladislavově ulici. Při průzkumu byly v lokalitě nalezeny hebrejské náhrobky a prosté kostrové hroby, jejichž počet je odhadován asi na 400. Roku 2000 však byly archeologické práce na základě protestů židovských obcí ukončeny (židovské předpisy požadují neporušitelnost hrobů na věčné časy). Podzemní prostor Židovské zahrady byl posléze prohlášen za kulturní památku a hroby, které byly ponechány na místě, byly opatřeny betonovým sarkofágem.

## Památník

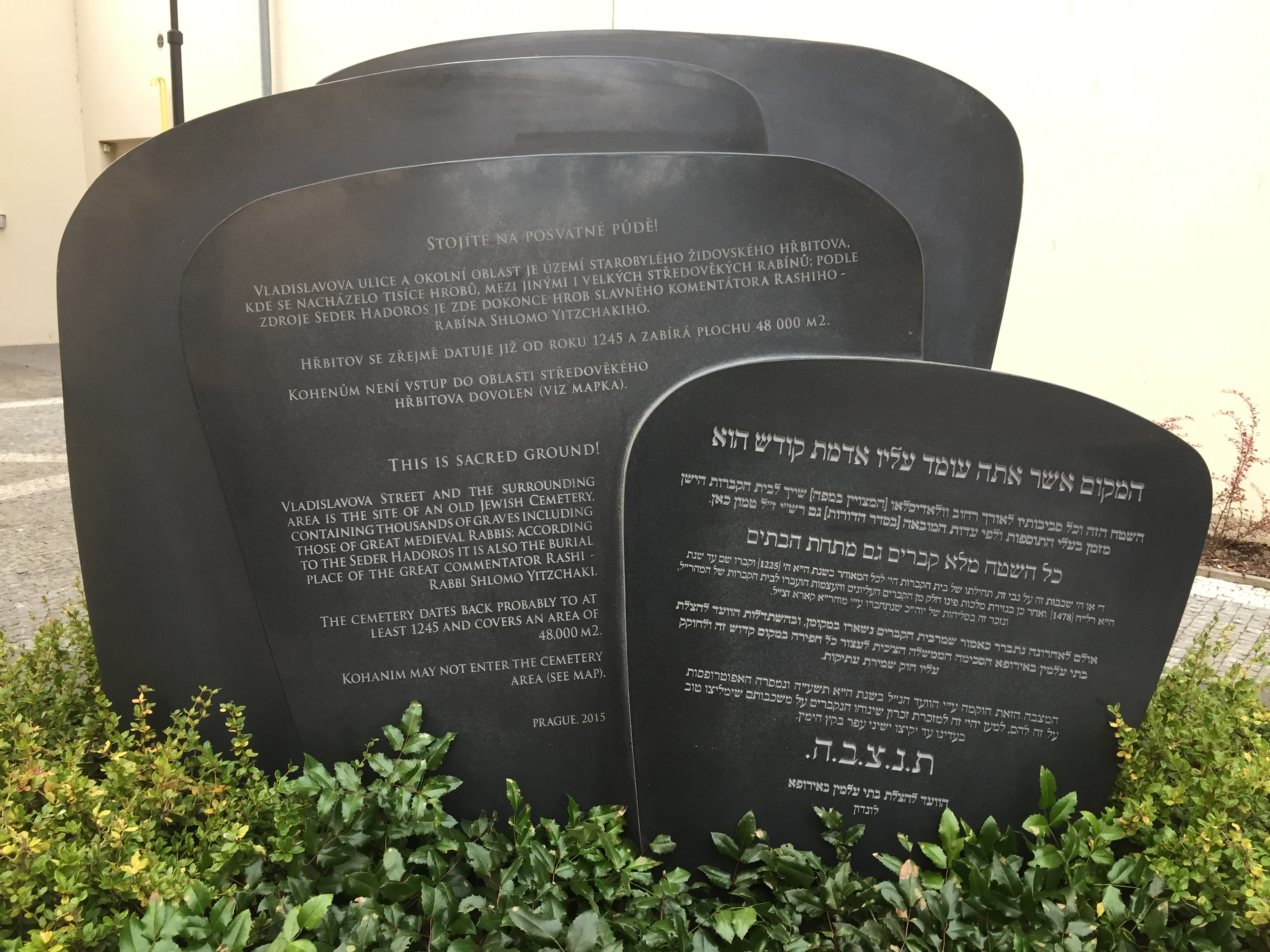
Památník od Richarda Sideje, instalovaný pražskou židovskou obcí a zahraničními ortodoxními organizacemi v září 2016, ve třech jazycích kontextualizuje celý prostor

Koncem září 2016 byl na rohu Vladislavovy a Purkyňovy ulice židovskou obcí odhalen památník stylizovaný ve tvaru středověkých židovských macevot, obsahující popis a historii místa v češtině, angličtině a hebrejštině. Na památníku je zmíněno, že podle svědectví zapsaného v knize Seder ha-dorot je zde pohřben i významný učenec Raši:
| „                                                        | והעידו לפני יהודים סוחרים ממנטובה שהלכו לחצר קיסר במלכות בואימיאה וראו בעיר פראגה קבורת רש״י עם מצבת אבן וכתוב עליו דברים ולסיבת מחיקתם לא יוכלו להבינם‎ | A svědčili přede mnou židovští kupci z Mantovy, že šli na dvůr císaře v království Boemia a viděli ve městě Praga hrob Rašiho s kamenným náhrobkem, na kterém byla napsána slova, kterým z důvodu jejich poškození nerozuměli. | “ |
| — Seder ha-dorot, podle vydání z Karlsruhe, 1769, s. 52r | | |   |